# The Grandmother (film 1909)
The Grandmother è un cortometraggio muto del 1909 sceneggiato e diretto da Gene Gauntier. Del film, prodotto dalla Biograph, si conoscono pochi dati precisi.
Secondo alcune fonti, è l'esordio sullo schermo di James Vincent, un attore che lavorò spesso con Sidney Olcott alla Kalem, intraprendendo in seguito la carriera di regista. Il film sarebbe il debutto anche per Anne Schaefer.

## Trama
Un giovanotto, ricco e viziato, si innamora di una donna più anziana di lui, una ballerina che si sente più divertita che lusingata dalle attenzioni che lui le dimostra.

## Produzione
Il film fu prodotto dalla Biograph Company.

## Distribuzione
Distribuito dalla Biograph Company.